# Curious (single)
"Curious" is de tweede single van Thoughts Of A Predicate Felon, het debuutalbum van Amerikaanse rapper Tony Yayo. Het refrein wordt gezongen door R&B zanger Joe, en de track is geproduceerd door Sam Sneed, een producer die in het verleden veel met Dr. Dre heeft gewerkt.
Studioalbums: Thoughts of a Predicate Felon

Singles: So Seductive · Curious · I Know You Don't Love Me

Gerelateerde artikels: G-Unit · G-Unit Records